# Ingemar Johansson (atleta)
Bror Ingemar Ture Johansson (Hagfors, Värmland, 25 de abril de 1924 - † Grums, Värmland, 18 de abril de 2009) fue un atleta sueco especializado en marcha atlética.
Ganó la medalla de plata en la especialidad de 10 kilómetros marcha en los Juegos Olímpicos de Londres de 1948.